# Pedro Reyes (humorista)
Pedro Reyes Rodríguez (Tánger,  Marruecos; 8 de mayo de 1961 - Valencia, 25 de marzo de 2015) fue un humorista, presentador y cineasta español.

## Vida
Pedro Reyes nació en Tánger en 1961, cuando esta ciudad ya pertenecía a Marruecos desde cinco años antes y había dejado de ser zona internacional. Pasó toda su niñez y adolescencia en Huelva, de donde es su madre. Es en esta ciudad donde Pedro comenzó su andadura por el mundo de la escritura y el teatro, creando en 1977 el grupo de teatro Centuria, un grupo de amigos con inquietudes artísticas entre los que se encontraba Pablo Carbonell, Juan Romero Mancha, Valentín Gandásegui y Arturo Macías Uceda como miembros oficiales, aunque debido a la singularidad de esta formación teatral otros muchos quisieron ser parte de aquella aventura y así podríamos citar a Manolo Gandásegui, Azcona, y Nazario Seguí, como técnico de luces.
Es con Pablo cuando a la edad de 20 años decidió irse de Huelva camino a Sevilla, donde crearon el grupo Pedro y Pablo, en busca de un sinfín de aventuras. Es en una sala de la calle Betis donde comenzaron su carrera artística. Allí coincidieron con Loles León.
En 1982 decidieron tomar rumbo a la capital, Madrid. En el Parque del Retiro actuaron sin cesar pasando la gorra, hasta que un día fueron descubiertos por la presentadora del programa El carro de la farsa, Rosana Torres, que les brindó la posibilidad de entrar en televisión. A partir de ahí no pararon de trabajar en la pequeña pantalla, entrando en el mítico programa La bola de cristal junto a Alaska, que les abrió el camino hacia la fama.
En 1989 Pedro entró a formar parte de Pero, ¿esto qué es? como presentador junto a Beatriz Santana y Luis Merlo, donde presentó a artistas como Paul McCartney, Liza Minnelli, Phil Collins, Raphael o Rocío Jurado.
Pero donde consolidó su carrera es en el programa No te rías que es peor, espacio producido por Josep María Mainat y Toni Cruz, en el que trabajaría con humoristas como el señor Barragán, Paco Aguilar y Manolo de Vega.
Pedro Reyes escribió y dirigió en diferentes formatos para televisión y cine. Llevó a cabo el cortometraje El niño pollo, estrenado en la Gran Vía de Madrid y emitido en la sesión golfa de los cines Renoir durante tres semanas. Fue vendido a cinco países y emitido en Canal +.
En 2010 consiguió el premio "Mejor actor" Festival de cine de Alicante, por La curva de la felicidad.
En 2013 estrenó las obras de teatro Las hermanas Wuachosky y Sapore di Amore, ambas escritas y dirigidas por él mismo. También estaba preparando un largometraje. 
El actor falleció repentinamente a causa de un infarto el 25 de marzo de 2015, a la edad de 53 años, en su domicilio de Masarrochos, pedanía de Valencia, donde residía junto a su pareja, Gemma Fuster, mientras se encontraba durmiendo.
Fue incinerado el 27 de marzo de 2015 en Valencia.

## Trabajo

### Televisión
- La bola de cristal (1984-1988)[2]
- Pero ¿esto qué es? (1989-1990)
- No te rías, que es peor (1990-1995)
- ¡Hola Raffaella! (1992-1994)
- Uno para todas (1995)
- Makinavaja, como "El Pirata" (1995)
- Sonría, por favor (1996)
- De los buenos, el mejor (1996)
- Manos a la obra (1998), cap. 36 como: El gran mago Robertino
- Abierto 24 horas (2000-2001)
- Plan C (2005)
- La azotea de Wyoming (2005)
- Los hombres de Paco (2005)
- Mira quién baila 3ª ed. (2006), como concursante
- El club de la comedia (2007-2008)
- Buenafuente (2008-2009)
- "L'Alqueria West" 1 Capítulo - (2011)
- ¡Arriba ese ánimo! (2012)
- Tu cara más solidaria (2013), como concursante. Imitó a Raphael
- Me resbala (2013-2014), como concursante
- En el aire (2014), como invitado
- Sin vida propia (2014), cap 2x07, como Sargento Méndez de Ochoa
- Sopa de Gansos (2015), cap 1, Monólogo

### Filmografía
| Año  | Película                                   | Personaje      | Director                 | Género            | Duración  |
| ---- | ------------------------------------------ | -------------- | ------------------------ | ----------------- | --------- |
| 1985 | Se infiel y no mires con quién             |                | Fernando Trueba          | Comedia/Romance   | 1h 28m    |
| 1986 | El año de las luces                        | Pascual        | Fernando Trueba          | Comedia           | 1h 45m    |
| 1987 | Los invitados                              | El Canijo      | Víctor Barrera           | Drama             | 1h 41m    |
| 1987 | Divinas palabras                           | Ambrosio       | José Luis García Sánchez | Drama             | 1h 47m    |
| 1988 | Los negros también comen                   | Martín         | Marco Ferreri            | Comedia/Drama     | 1h 38m    |
| 1988 | Pasodoble                                  | Montoya        | José Luis García Sánchez | Comedia           | 1h 30m    |
| 1989 | Chico, tienes que cuidarte (Hombres G)     | Enfermo        |                          | Videoclip         | 3m 54 seg |
| 1990 | Don Juan, mi querido fantasma              | Rubén          | Antonio Mercero          | Comedia/Fantasía  | 1h 43m    |
| 1991 | Ni se te ocurra                            | Profesor       | Luis María Delgado       | Comedia           | 1h 25m    |
| 1992 | Makinavaja, el último choriso              | Pirata         | Carlos Suárez            | Comedia           | 1h 32m    |
| 1993 | Semos peligrosos (uséase Makinavaja 2)     | Pirata         | Carlos Suárez            | Comedia           | 1h 31m    |
| 1996 | La duquesa roja                            | Subsecretario  | Francesc Betriú          | Comedia           | 1h 29m    |
| 2000 | ¡Ja_me_maaten...!                          | Taxista        | Juan Muñoz               | Comedia           | 1h 26m    |
| 2002 | Ángeles de negro                           | Portero        | Damiano Damiani          | Comedia/Drama     | 1h 35m    |
| 2002 | Atraco a las 3... y media                  | Máximo         | Raúl Marchand Sánchez    | Comedia           | 1h 36m    |
| 2004 | Atún y chocolate                           | El Perra       | Pablo Carbonell          | Comedia           | 1h 40m    |
| 2007 | La crisis carnívora                        | Varios (voz)   | Pedro Rivero             | Comedia/Animación | 1h 40m    |
| 2010 | Campamento Flipy                           | Padre de Flipy | Rafa Parbus              | Comedia           | 1h 41m    |
| 2010 | La curva de la felicidad                   | Quino          | Luis Sola                | Comedia           | 1h 45m    |
| 2013 | Gigantes, la leyenda de Tombatossals (voz) | Cagueme        | Manuel J. García         | Animación         | 1h 10m    |
| 2013 | Save the Zombies                           | Lecter Dexter  | Federico López           | Comedia/Terror    |           |

### Teatro
- Desnudos en la cocina - 2006
- La curva de la felicidad - 2006
- El cielo es infinito pero un poco estrecho - 2010
- Full de reyes y reina - 2010
- Mi tío no es normal - 2012

### Escrito y dirigido por Pedro Reyes
- El niño pollo - 1995
- Las hermanas Wuachosky - 2013
- Sapore di Amore - 2013